# Золотой (Иркутская область)
Золото́й — посёлок в Киренском районе Иркутской области. Входит в состав Петропавловского сельского поселения.

## География
Посёлок находится на правом берегу реки Лена, выше впадения в неё ручья Золотовский, на расстоянии 100 км (по реке Лена) к северо-востоку от города Киренск, административного центра района.

## Население
| 2002 | 2010 | 2011 | 2012 |
| ---- | ---- | ---- | ---- |
| 34   | ↘9   | →9   | ↘8   |

## Улицы
- ул. Лесная,
- ул. Набережная,
- ул. Таёжная.